# Головей, Юрий Юрьевич
Юрий Юрьевич Головей (8 октября 1929, Перечин, Подкарпатская Русь — 4 ноября 2007, Гомель) — советский футболист, нападающий, футбольный тренер. Мастер спорта СССР (1957).

## Биография
Воспитанник закарпатского футбола (г. Ужгород). В первой половине карьеры много лет выступал за коллективы физкультуры, представлявшие различные города Закарпатья и других регионов Западной Украины. Военную службу проходил во львовском ОДО.
В 1955 году дебютировал в соревнованиях мастеров в составе «Спартака» (Ужгород) в классе «Б». Осенью того же года, выступая за «Спартак» (Станислав), стал чемпионом Украинской ССР среди КФК и лучшим бомбардиром финального турнира республиканского чемпионата (7 голов в 7 матчах). В серии переходных матчей за выход в соревнования мастеров против СКЧФ (0:2, 2:0, 1:0) забил решающий гол в последней встрече. С 1956 года в течение трёх лет играл в составе станиславского «Спартака» в классе «Б». В 1957 году стал четвертьфиналистом Кубка СССР, за что получил звание мастера спорта, в игре 1/4 финала его команда уступила одноклубникам из Москвы (2:4), также в 1957 году стал победителем зонального турнира класса «Б». В конце карьеры играл в классе «Б» за «Авангард» (Житомир), «Десну» (Чернигов) и ненадолго возвращался в клуб из Станислава.
Всего в рамках второго эшелона советского футбола сыграл 161 матч и забил 43 гола.
С 1962 года перешёл на тренерскую работу, входил в тренерский штаб клубов «Полесье» (Житомир) и «Волынь» (Луцк). С июля 1965 по май 1968 года работал главным тренером луцкого клуба, переименованного в это время в «Торпедо», под его руководством команда сыграла более 100 матчей. В 1969 году возглавлял «Шахтёр» (Александрия). В первой половине 1971 года был ассистентом своего бывшего партнёра по станиславскому «Спартаку» Нестора Сильвая в клубе «Горынь» (Ровно).
В середине 1980-х годов работал детским тренером в СДЮШОР г. Ужгорода. Затем перебрался в Гомель, где много лет работал детским тренером в ДЮСШ № 2. Среди его воспитанников — вратарь сборной Белоруссии Антон Амельченко. В первой половине 1988 года возглавлял «Гомсельмаш», игравший во второй лиге.
Скончался в Гомеле 4 ноября 2007 года на 79-м году жизни.